# Hirtella davisii
Hirtella davisii är en tvåhjärtbladig växtart som beskrevs av Noel Yvri Sandwith. Hirtella davisii ingår i släktet Hirtella och familjen Chrysobalanaceae. Inga underarter finns listade i Catalogue of Life.